# Gugalana
Gugalana was in de Sumerische mythologie "Grote Hemelstier", een referentie aan de constellatie Taurus, (van het Sumerisch gu = stier, gal = groot, ana, an, anu = hemel, lucht).
Gugalana was de eerste echtgenoot van de godin van de onderwereld, Eresjkigal (eresh = onder, ki = aarde, gal = groot), die door Inanna was belast Gilgamesj voor zijn zonden te bestraffen. Hij was door Enkidu verslagen en ontleed en daarvoor moest de held sterven. Inanna bezocht haar zuster om haar te troosten in haar verdriet, maar moet zelf van de onderwereld worden gered door Enki, de god der Wijsheid.
In de tijd dat deze mythe ontstond, viel het nieuwjaarsfestival (of Akitu), dat tijdens de lenteequinox werd gehouden, niet in het sterrenbeeld Aries, door de precessiebeweging van de equinoxen, maar in Taurus. In deze tijd van het jaar verdween Taurus in de nabijheid van de zon.